# Председнички избори у САД 1888.
Председнички избори у Сједињеним Државама 1888. били су 26. четворогодишњи председнички избори, одржани у уторак, 6. новембра 1888. Републикански кандидат Бењамин Харисон, бивши сенатор из Индијане, победио је садашњег демократског председника Гровера Кливленда из Њујорка. То су били трећи од пет председничких избора у САД (и други у последњих 12 година) на којима победник није победио на националном народном гласању, што се неће поновити све до америчких председничких избора 2000. године.
Кливленд, први демократски председник од америчког грађанског рата, једногласно је поново номинован на Националној конвенцији демократа 1888. Харисон, унук бившег председника Вилијама Хенрија Харисона, појавио се као републикански кандидат на осмом гласању Републичке националне конвенције 1888. Победио је друге истакнуте партијске лидере као што су сенатор Џон Шерман и бивши гувернер Расел Алџер.
Тарифна политика је била главно питање на изборима, пошто је Кливленд предложио драматично смањење тарифа, тврдећи да су високе тарифе неправедне према потрошачима. Харисон је стао на страну индустријалаца и фабричких радника који су желели да задрже високе тарифе. Противљење Кливленда пензијама из грађанског рата и надуваној валути такође је створило непријатеље међу ветеранима и фармерима. С друге стране, држао је јаку руку на југу и пограничним државама, и апеловао је на бивше републиканске Мугвумпсе.
Кливленд је освојио већи број гласова, али је Харисон победио на изборима већином у Електорском колеџу. Харисон је захватио скоро цео север и средњи запад и за длаку носио свинг државе Њујорк и Индијана. Ово је био први пут да су демократе освојиле народне гласове на узастопним изборима од 1856. године.